# Панетницитет
Панетницитет или панетничност (од грч. πᾶν [pan / пан] — „све“ и грч. έθνος [éthnos / етнос] — „народ“) је појам који се у друштвеним наукама користи за означавање неких специфичних теорија и идентитетских категорија у области етничких студија. У најширем смислу, панетничност се дефинише као посебан облик личног или групног идентитета, који се на појмовној лествици налази изнад традиционалних етничких категорија. Панетничко груписање се у оквиру друштвених наука врши према посебним критеријумима, који се формирају под утицајем различитих теоријско-методолошких и идеолошких усмерења и конкретних историјских и политичких околности. Поједини облици панетничког груписања се заснивају на територијалним, односно географским или геополитичким принципима, док се други заснивају на специфичним културолошким категоријама. Панетничко груписање се такође може вршити и на основу посебне повезаности одређених етничких група.
Тако се, на пример, комплексни појам панславизам дефинише и као посебна панетничка категорија, која окупља све словенске народе, од којих сваки постоји као посебан чинилац у својој основној, етничкој равни, али сви заједно чине вишу, панетничку категорију, која окупља и надилази све појединачне словенске етницитете. Слична панетничка значења имају и неки други сродни појмови, као што су пангерманизам или панарабизам. На другој страни, појам Азијски Американци се у панетничком смислу дефинише као посебна друштвена група у коју спадају сви они Америкаци који воде порекло са подручја Азије, независно од њиховог етничког, односно националног порекла.
Панетничност се у појединим срединама манифстује и као тежња ка стварању посебних панетничких заједница, заснованих управо на територијалном принципу, уз укључивање свих појединаца који су спремни да прихвате заједнички панетнички идентитет. Један од најпознатијих примера за прихватање таквог панетничког идентитета представљају панетнички Југословени, који су се на пописима становништва у бившој Југославији и државама наследницама изричито изјашњавали (или се још увек изјашњавају) као Југословени у панетничком смислу.
Као лично или групно својство (или опредељење) панетничност је непосредно или посредно повезана са сродним идентитетским категоријама као што су етничка, национална, расна, културна, језичка или религијска припадност. Однос између панетницитета и етницитета је веома комплексан, поготово у оним срединама у којима се одвијају процеси етничких интеграција и диференцијација. Вредновање и тумачење друштвених појава и процеса из угла панетницитета, односно панетничке припадности, назива се панетницизам. Уздизање панетничности на степен највише друштвене вредности, односно доминантног дискурса у друштвеном животу, назива се панетнификација.
Изван стручних кругова, у области ненаучне публицистике, понекад долази до погрешне употребе панетничких одредница, које се услед недовољног познавања научне терминологије користе и за означавање разних појава на нижем, етничком нивоу, чиме се обесмишљава кључна разлика између (ниже) етничке и (више) панетничке равни. Најпознатији пример за ту појаву представља склоност појединих публициста са подручја Босне и Херцеговине да панетничке одреднице употребљавају и за означавање свесрпских или свехрватских политичких пројеката, иако су такви пројекти по својој суштини били чисто етнички, а никако панетнички. Најпознатији зговорник неправилне употребе панетничких одредница је публициста Иван Ловреновић, чија су погледи на етничке односе били предмет честих расправа и спорова у стручној и широј јавности.